# Marazm

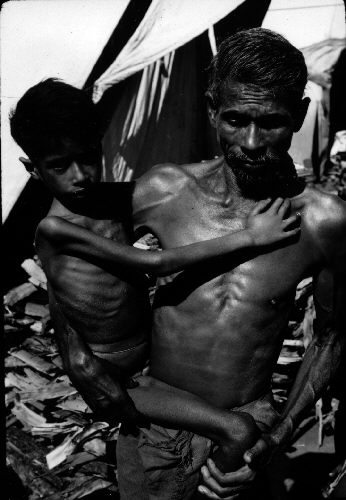
Dziecko cierpiące na niedożywienie typu marasmus (Indie, 1972)

Marazm (gr. μαρασμός marasmós – gaśnięcie, uwiąd) – w medycynie oznacza stan wyniszczenia organizmu, niekiedy ze zmianami w korze mózgowej, prowadzące do zmniejszenia sprawności myślenia i apatii; także oznacza apatię; depresję; przygnębienie.

Potocznie słowo oznacza zastój, bezwład, przekonanie o niemożności zrobienia czegokolwiek.

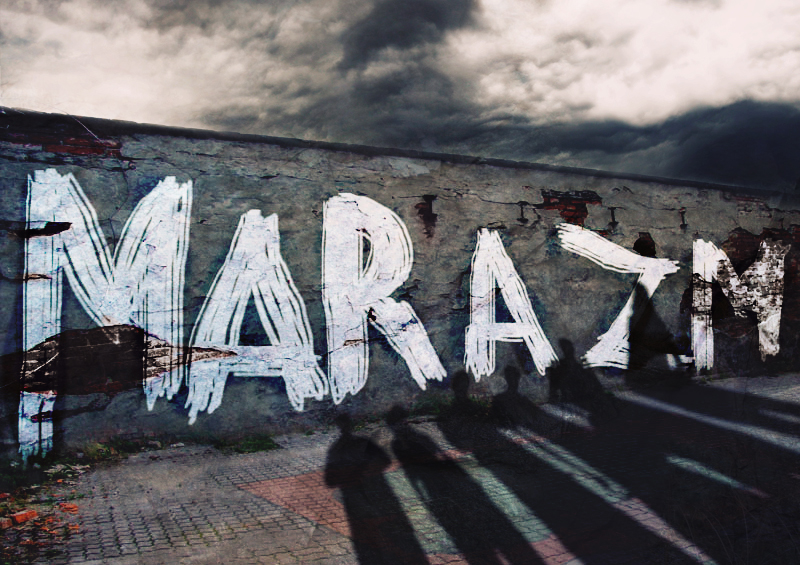
Marazm – metaforyczna wizja marazmu na plakacie

## Niedożywienie typu marasmus
Terminem tym określa się też łagodne niedożywienie powstałe w wyniku niedoborów białkowo-kalorycznych w diecie. Przyczyną tego typu niedożywienia może być długotrwałe głodzenie, urazy lub stany pooperacyjne. Następstwa niedożywienia typu marasmus obejmują:
- zmniejszenie masy ciała kosztem masy mięśniowej;
- zmniejszenie antropometrycznych wskaźników odżywienia białkowego;
- osłabienie siły mięśniowej;
- niedokrwistość;
- spadek odporności;
- upośledzenie oddychania, krążenia, trawienia i wchłaniania pokarmu;
- suchą, pomarszczoną skórę;
- starczy wygląd twarzy;
- znaczne upośledzenie wzrostu u dzieci;
- obniżenie ciepłoty ciała (z wyjątkiem stanów infekcji);
- rzadkie włosy.

W niedożywieniu typu marasmus nie występują obrzęki ani stłuszczenie wątroby, a hipoalbuminemia jest mniej wyraźna w porównaniu do niedożywienia typu kwashiorkor. Często zostaje zachowane dobre łaknienie.